# Cao nguyên Podolia

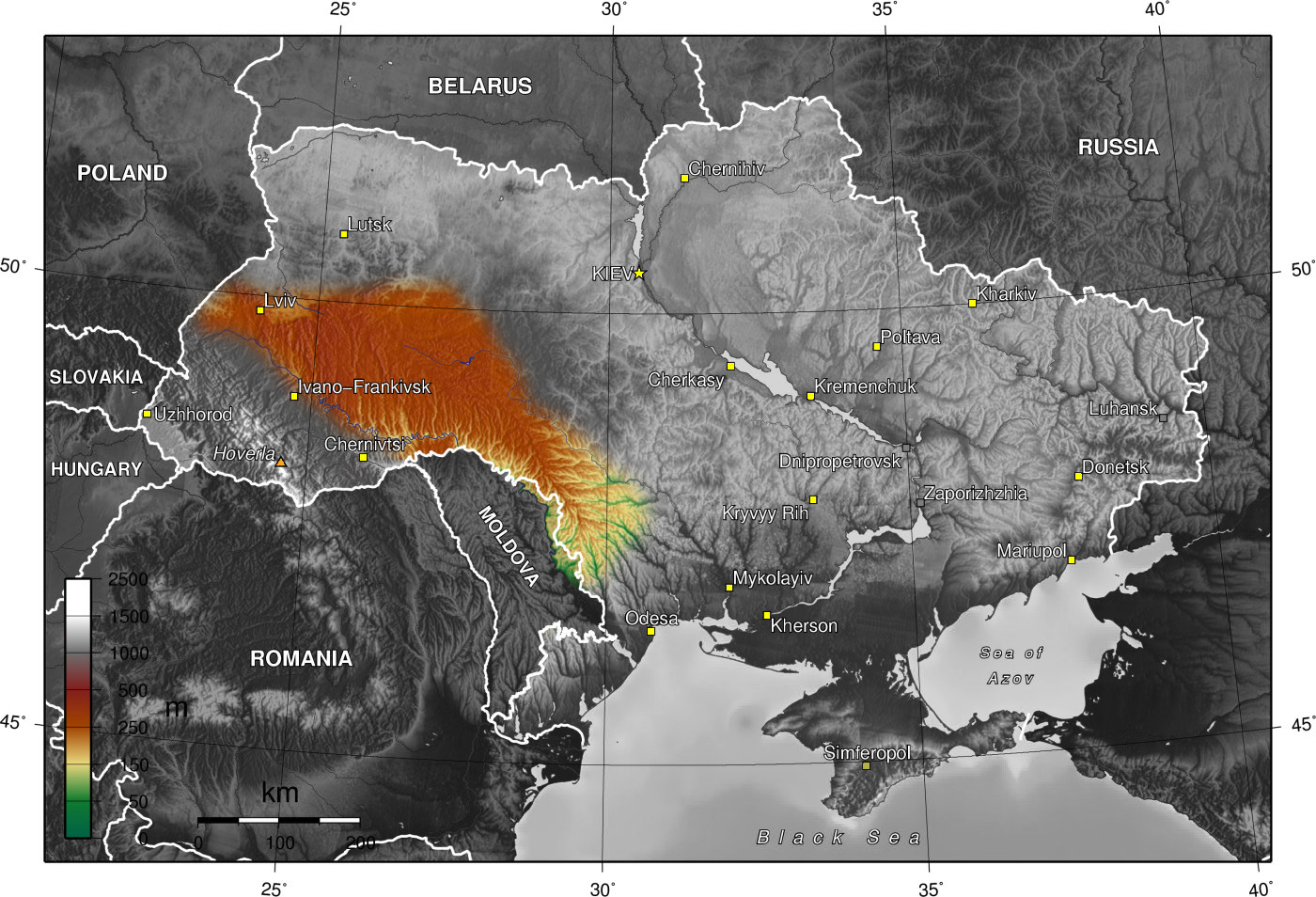
Vùng cao Podolia

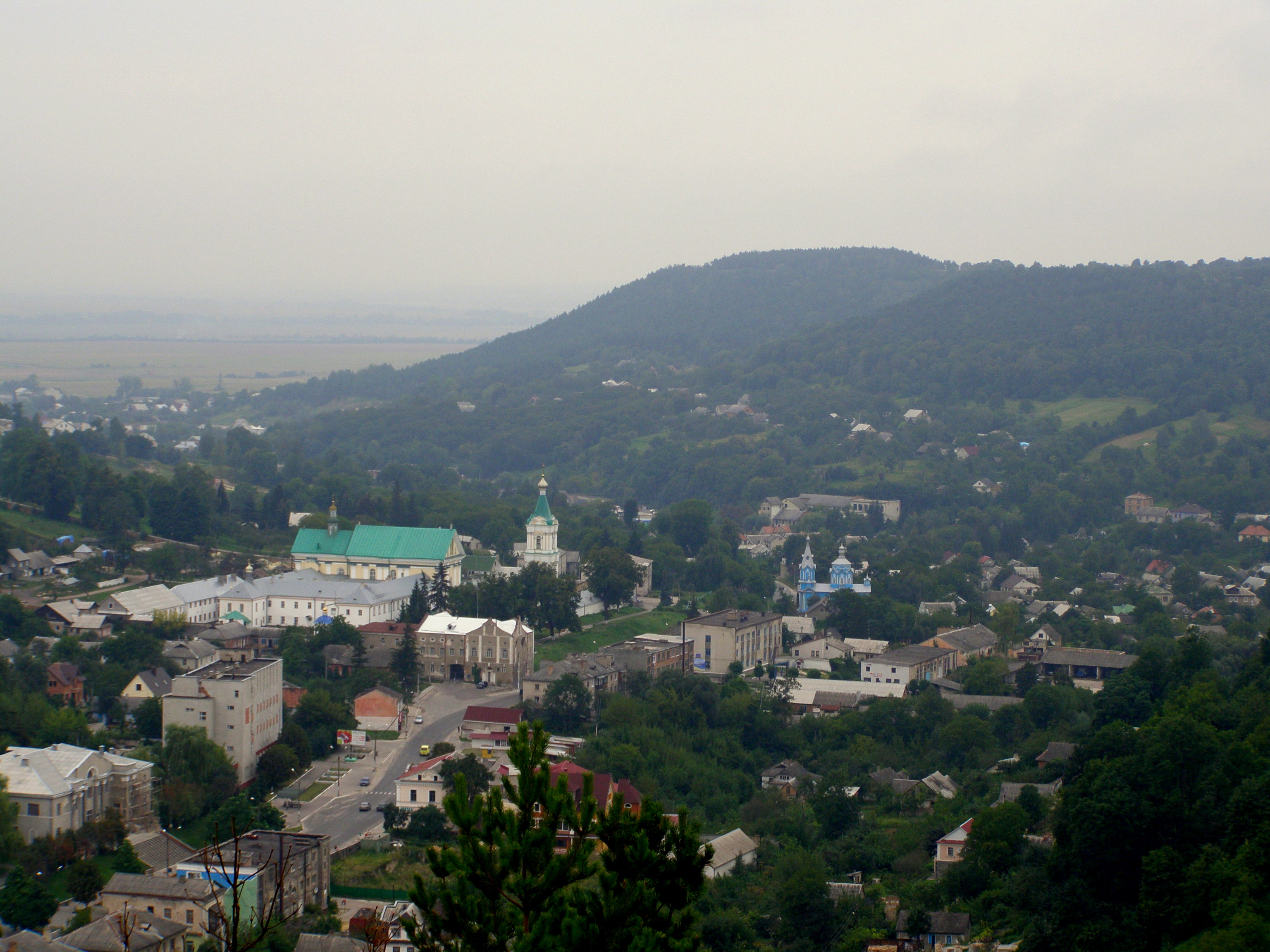
Đồi Kremenets quanh thành phố Kremenets

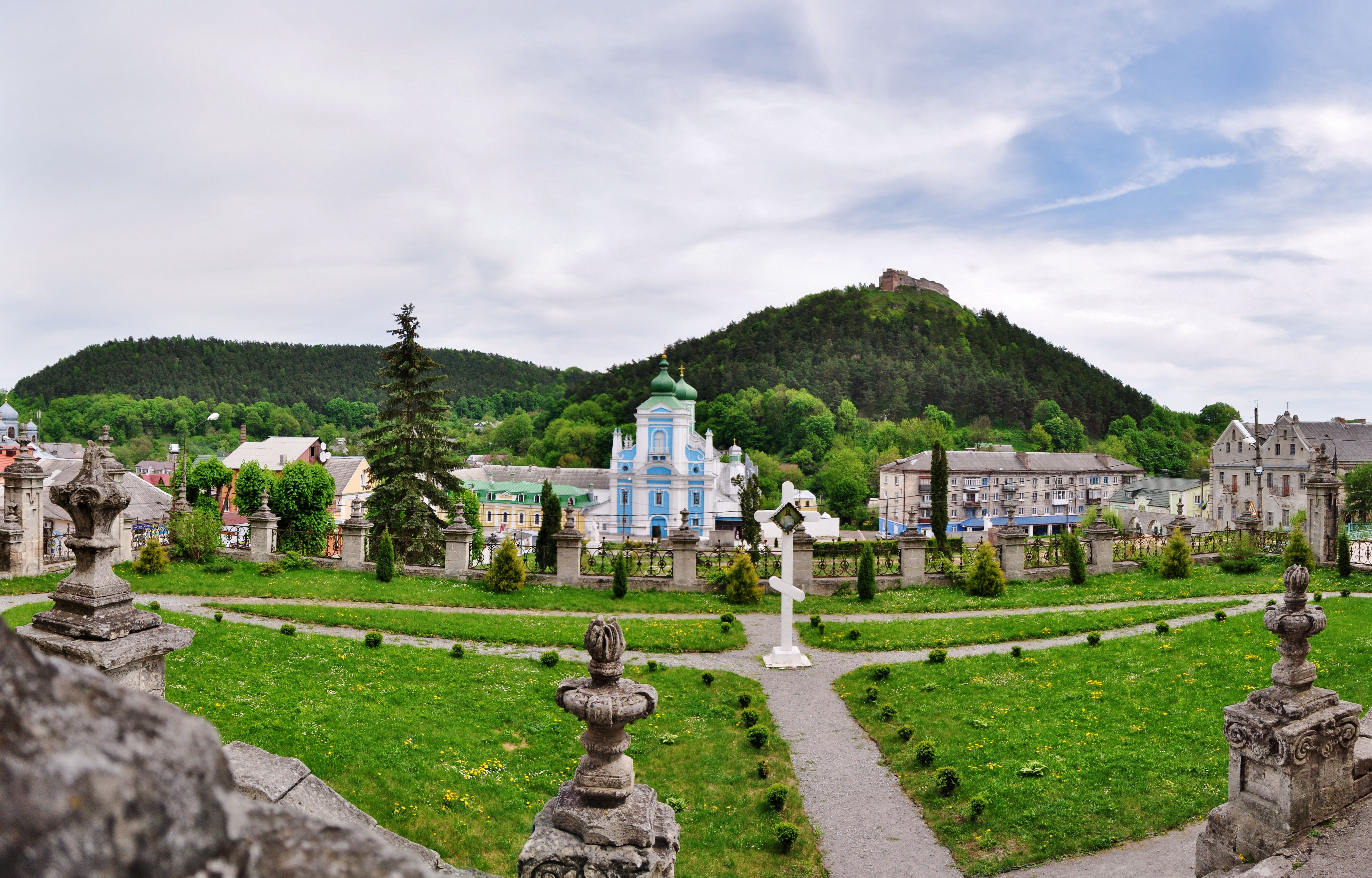
Đồi Bona (Núi) với những tàn tích trên đỉnh của nó

Vùng cao Podolia (cao nguyên Podolia) hoặc Vùng cao Podillia (tiếng Ukraina: подільська височина, podilska vysochyna) là một khu vực  vùng cao lớn ở phía tây nam Ukraine, ở bờ tả của Dniester, với phần phía tây bắc nhỏ của nó kéo dài vào phía đông Ba Lan.
Dọc theo Dniester, khu vực trải dài từ phía tây bắc của Sông Bug Tây đến đông nam Boh (hay Nam Bug) Sông Bug Tây tách nó ra khỏi Vùng cao Lublin, trong khi Nam Bug – vùng cao Dnieper. Chiều cao trung bình của vùng cao Podolia là hơn 300 m (980 ft) với tối đa là một ngọn đồi được gọi là Núi Kamula 471 m (1.545 ft).
Bề mặt được đặc trưng bởi sự kết hợp của các khe rộng bằng phẳng rộng và các thung lũng giống như hẻm núi sâu (được gọi là dales) được chia thành các tiểu vùng tự nhiên riêng biệt.
- Đồi rừng cao 
  - Roztochia
  - Holohory
  - Voronyaky
  - Đồi Kremenets (Núi)
  - Tovtry
- Cao nguyên không cây phẳng 
  - Cao nguyên Ternopil
  - Cao nguyên Thượng Bug
  - Cao nguyên Bắc-Podilia

Vùng cao Podolia và Vùng cao Volhynia đôi khi được nhóm lại với nhau là Vùng cao Volhynia-Podilia.

## Hình ảnh

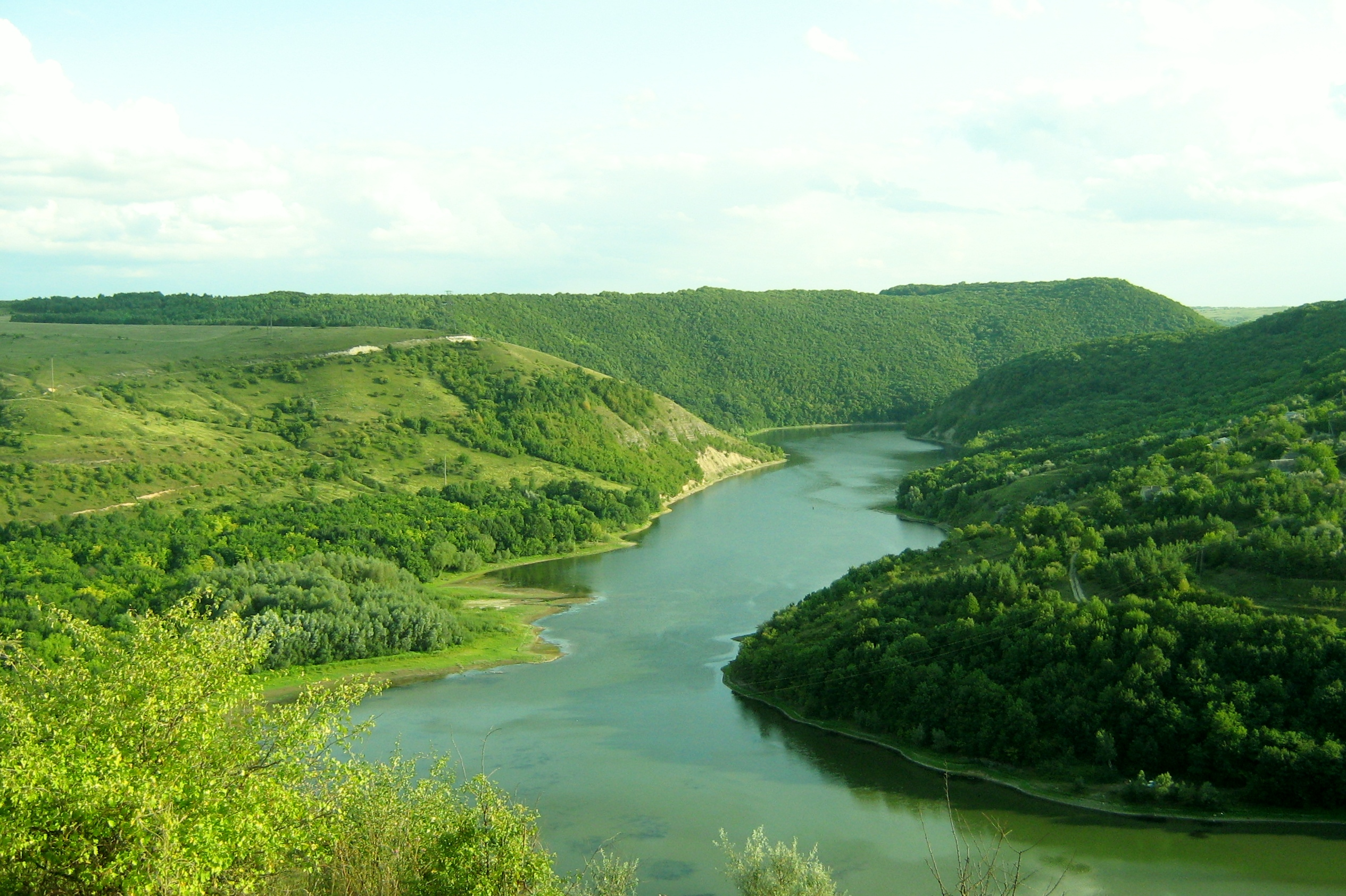
Tovtry Podilian
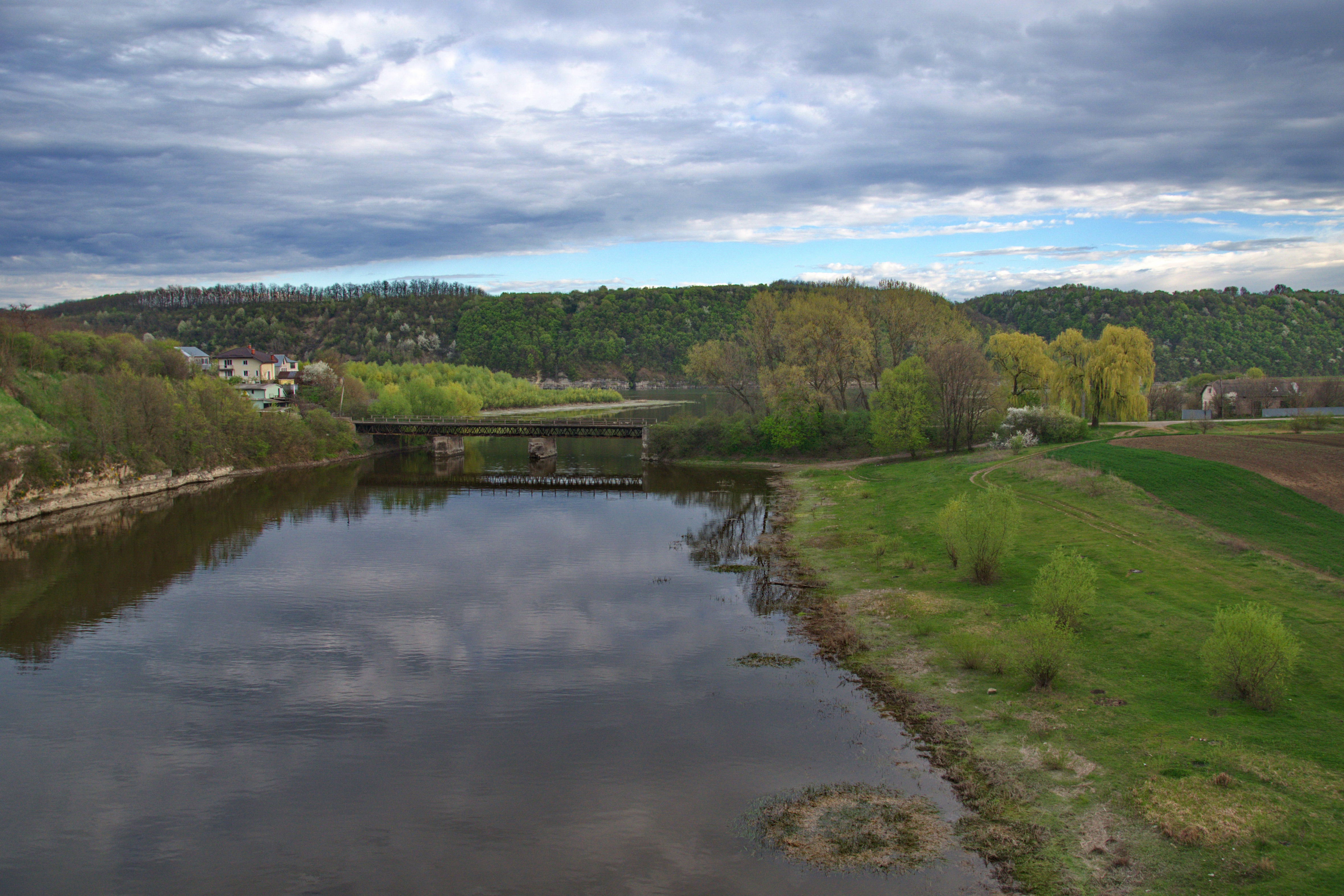
Tovtry tại hợp lưu của Zbruch và Dniester
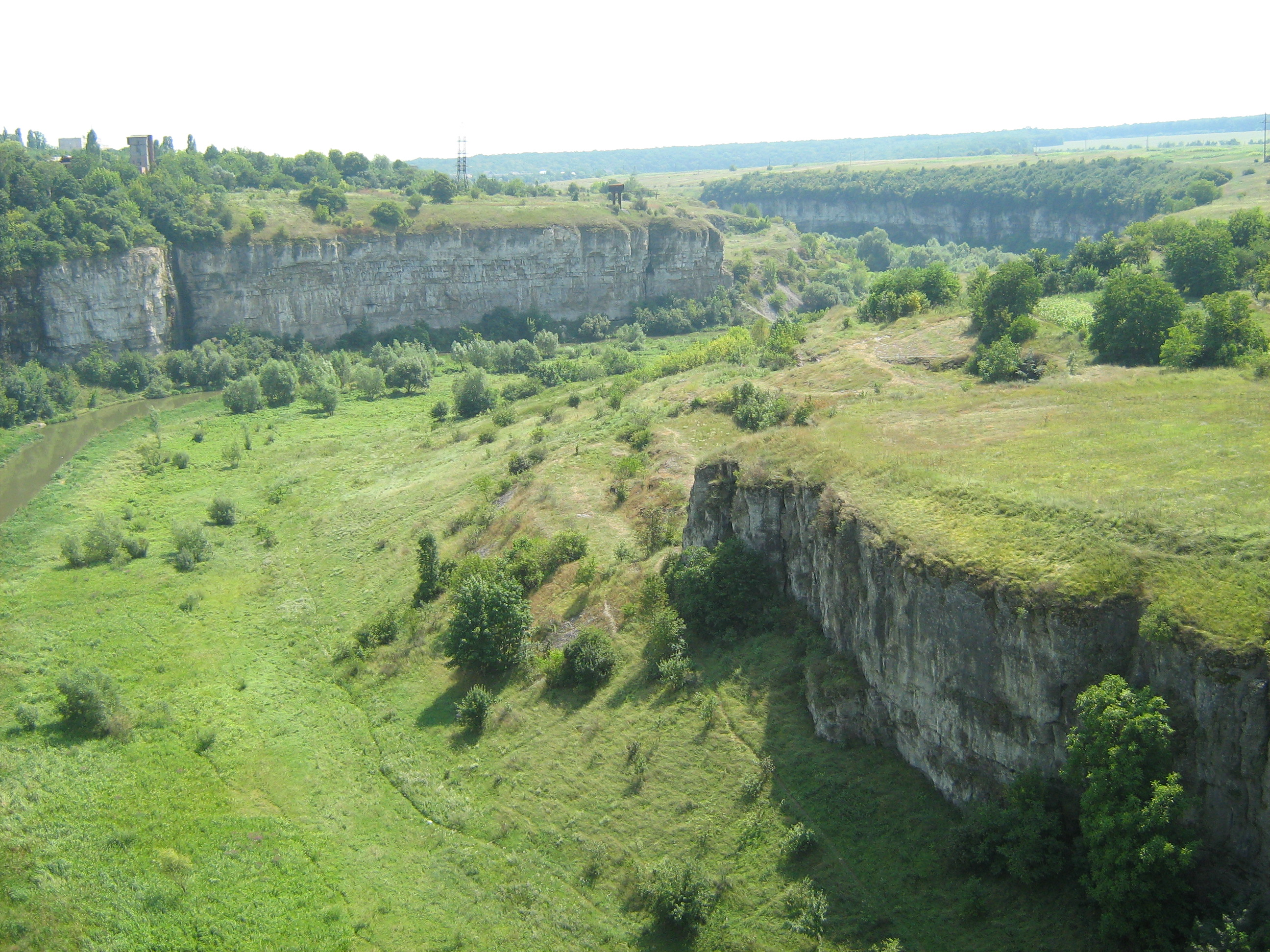
Hẻm núi Smotrych (Tovtry)
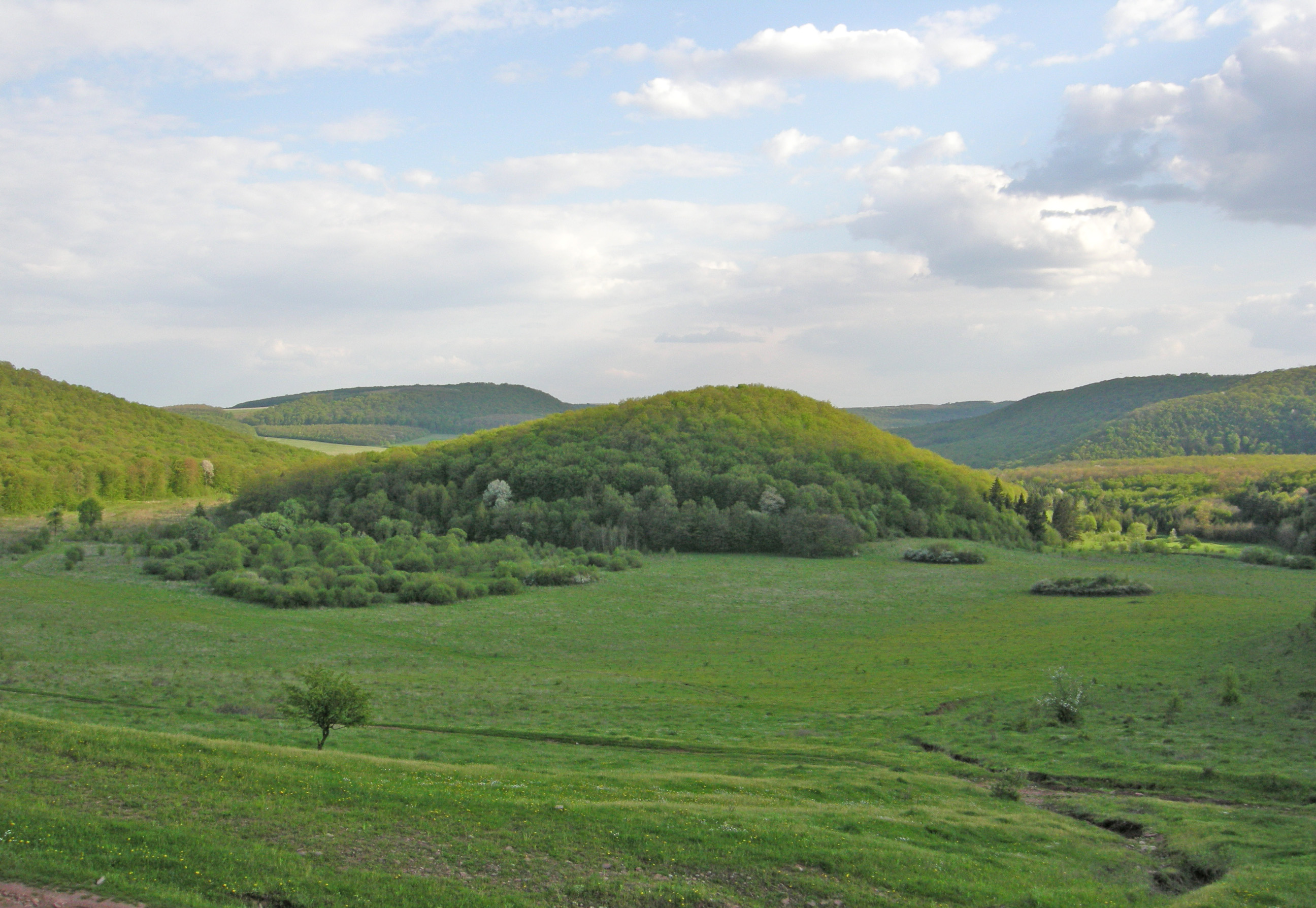
Đồi Hovda lớn